# Iwo Gall

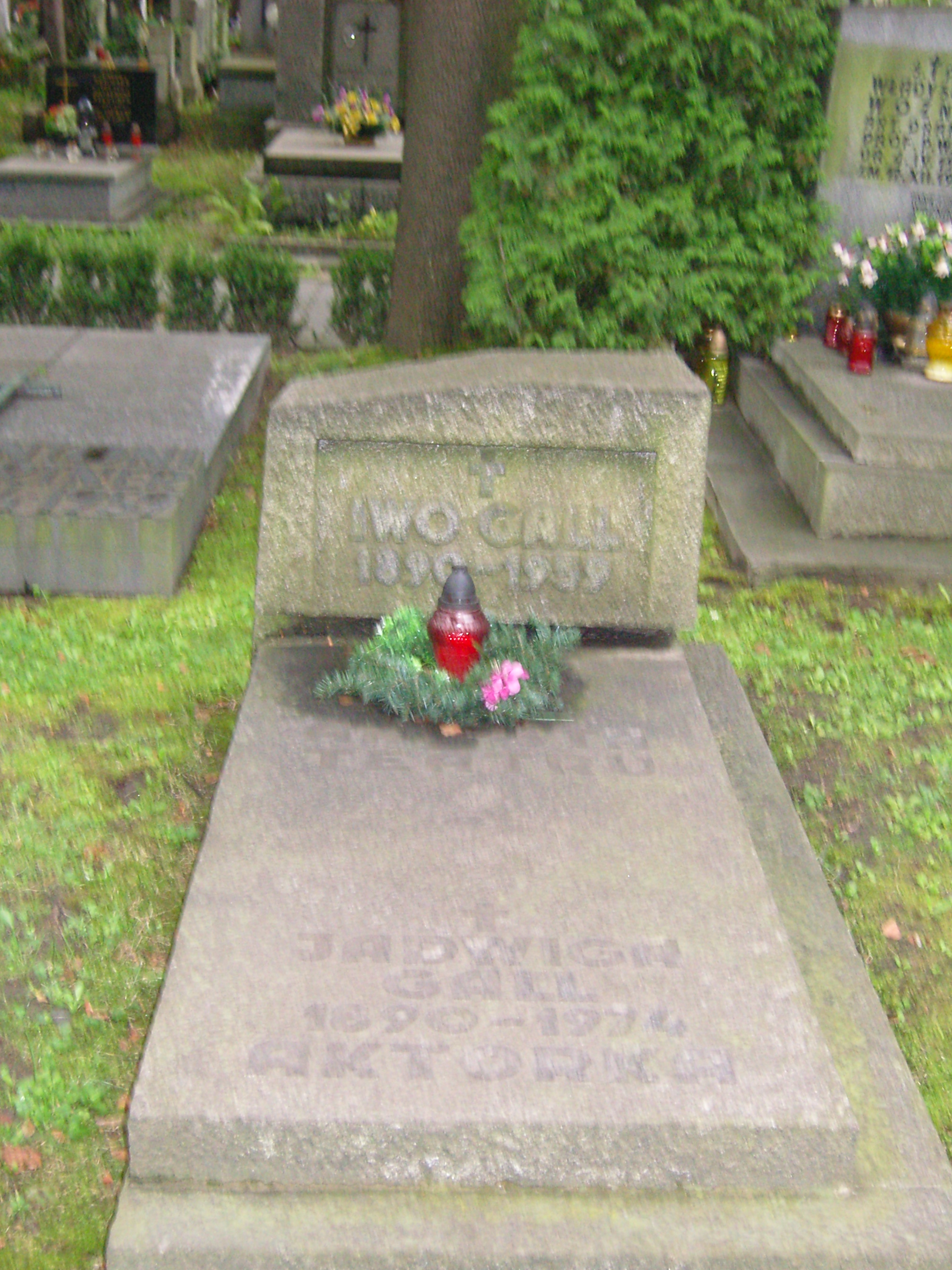
Grób Iwona Galla na cmentarzu Rakowickim

Iwo Wiktor Gall (ur. 1 kwietnia 1890 w Krakowie, zm. 12 lutego 1959 tamże) – polski reżyser teatralny, scenograf, pedagog, dyrektor teatrów.

## Życiorys
Urodził się w rodzinie kompozytora Jana Karola Galla i śpiewaczki Marii z Wójcikiewiczów. Ukończył Akademię Sztuk Pięknych w Krakowie, potem studiował w Berlinie i Wiedniu, gdzie w okresie I wojny światowej współpracował z Teatrem Polskim. Po wojnie pracował w Teatrze im. Juliusza Słowackiego w Krakowie, a następnie współpracował z teatrem „Reduta” Juliusza Osterwy (głównie jako scenograf). Był m.in. dyrektorem Sceny Kameralnej teatru w Częstochowie (1932–1935), a następnie w latach 1936–1938 dyrektorem odbudowanego po zburzeniu miasta Teatru im. Wojciecha Bogusławskiego w Kaliszu. Podczas okupacji hitlerowskiej prowadził tajne studio dramatyczne, które funkcjonowało do wybuchu powstania warszawskiego, zaś od kwietnia 1945 wznowiło działalność w Krakowie. W 1946 roku studio to zostało połączone z dwoma studiami należącymi do krakowskich teatrów (Starego Teatru oraz Teatru im. Juliusza Słowackiego), dzięki czemu w Krakowie powstała uczelnia kształcąca aktorów. W 1946 założył, i do 1949 był dyrektorem artystycznym Teatru Wybrzeże w Gdańsku.
Za zasługi artystyczne oraz za inscenizację Sędziów Stanisława Wyspiańskiego otrzymał nagrodę Ministerstwa Wyznań Religijnych i Oświecenia Publicznego. Spoczął w alei zasłużonych cmentarza Rakowickiego w Krakowie (kwatera LXVII-płn. 2-2).

## Życie prywatne
Był mężem aktorek Róży z Łuszczkiewiczów (1892–1919), później Haliny z Kacickich.

## Ordery i odznaczenia
- Order Sztandaru Pracy II klasy (22 lipca 1949)[6]
- Krzyż Oficerski Orderu Odrodzenia Polski (1957)[7]
- Złoty Krzyż Zasługi (dwukrotnie: 23 czerwca 1927[8], 15 czerwca 1946[9])

## Upamiętnienie
O Iwonie Gallu powstał w 1998 film dokumentalny z cyklu Wielcy reformatorzy teatru: Iwo Gall 1890–1959.
Imię Iwona Galla nosi scena kameralna Teatru im. A. Mickiewicza w Częstochowie.

## Publikacje
- Iwo Gall: Budowniczy tła scenicznego. Warszawa: Drukarnia Państwowa, 1937, s. 93.
- Iwo Gall: Mój teatr. Kraków: Wydawnictwo Literackie, 1963, s. 246.
- Iwo Gall: Pisma o teatrze. Wrocław: Wiedza o Kulturze, 1993, s. 272.